# 永沢与助
永沢 与助（ながさわ よすけ、1908年1月 - 1982年9月）は、昭和時代日本の俳人、作詞家。
号は吟月（ぎんげつ）。青森県出身。

## 生涯
1908年（明治41年）1月、青森県北津軽郡板柳村（現在の板柳町）に生まれる。板柳町で本業のリンゴ農家を営む傍ら、俳句を嗜んでいた。1948年（昭和23年）11月に俳句雑誌『むらさき』創刊7周年記念号で一等入選となり、二世天地庵宮本公道から「吟月」の雅号を拝受する。
1954年（昭和29年）5月に「日景駅伝の歌」一般公募で入選したのを始め、1956年（昭和31年）に金木町（現在の五所川原市）が募集した創作民謡「金木小唄」で一等入選となるなど作詞で多数の入選・入賞を果たす。
1971年（昭和46年）、青森県の成立100周年を記念して県が公募した「青森県賛歌」で応募作が入選、9月23日に制定される。1977年（昭和52年）3月、昭和51年度板柳町文化功労者賞を受賞。
1982年（昭和57年）9月死去。享年75（満74歳没）。